# Ян Ґольський
Ян Ґольський (іноді Ян Гульський, пол. Jan Golski, пом. 1613) — польський шляхтич, військовик та урядник Речі Посполиої.

## Життєпис
Очільник залоги Теребовлянського замку за часів старости Якуба Претвича. Як войський теребовельський записаний свідком у письмовій присязі Кшиштофа Косинського, яку той склав для князя Василя Костянтина Острозького 10 лютого 1593 поблизу П'ятки після програної битви (з печаткою, іншими свідками були Якуб Претвич, староста Олександр Вишневецький, волинський хорунжий Вацлав Боговитин, Василь Гулевич).
У 1577 році став власником (купив) село Довге, на землях котрого заснував та розпочав будувати містечко Янів (для відсутности плутанини називали Янів Теребовельський, існування містечка зафіксоване в 1590, 1594 роках) і замок. Для збільшення доходів з міста надав кошти для будівництва мостів через річки Серет, Гнізна. Король Сиґізмунд III Ваза 1604 року дозволив йому брати мито — 1 шеляг за коня чи вола, що тягнули віз з товарами — для їх утримування в доброму стані.
Разом з дружиною були фундаторами римо-католицької парафії в Янові Теребовельському 1611 року, першого (дерев'яного), наступного — мурованого костелів у місті.
По смерти рідного брата — воєводи подільського, руського Станіслава Ґольського, який був бездітним, власником Бучача, Чорткова, Підгаєць та інших поселень — став його спадкоємцем.
Уряди (посади): войський теребовельський, каштелян галицький та кам'янецький.

### Сім'я
Був одружений зі Зофією із Замєхова (Стадніцькою). Дітей не мали. Разом з дружиною записав фундуш для костелу Святої Трійці в Підгайцях Дружина в заповіті веліла поховати себе поряд з чоловіком у крипті костелу Святої Трійці у Підгайцях.